# John F. Driggs

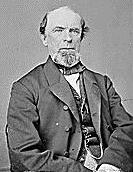
John F. Driggs

John Fletcher Driggs (* 8. März 1813 in Kinderhook, Columbia County, New York; † 17. Dezember 1877 in East Saginaw, Michigan) war ein US-amerikanischer Politiker. Zwischen 1863 und 1869 vertrat er den Bundesstaat Michigan im US-Repräsentantenhaus.

## Werdegang
John Driggs besuchte die öffentlichen Schulen seiner Heimat. 1825 zog er mit seinen Eltern nach Tarrytown im Westchester County, zwei Jahre später ließ die Familie sich in New York City nieder. Von 1829 bis 1856 war Driggs Vertreter und Mechaniker für den Verkauf von Fenstern und Türen. Er wurde auch Leiter der Strafanstalt von New York. Im Jahr 1856 zog er nach Michigan, wo er auf dem Immobilienmarkt und bei der Salzherstellung tätig wurde. Politisch wurde Driggs Mitglied der Republikanischen Partei. 1858 war er Vorsitzender des Gemeinderats von East Saginaw; in den Jahren 1859 und 1860 saß er als Abgeordneter im Repräsentantenhaus von Michigan. Während des Bürgerkrieges war er im Jahr 1864 an der Aufstellung eines Infanterieregiments aus Michigan beteiligt.
Bei den Kongresswahlen des Jahres 1862 wurde Driggs im damals neugeschaffenen sechsten Wahlbezirk von Michigan in das US-Repräsentantenhaus in Washington, D.C. gewählt, wo er am 4. März 1863 sein neues Mandat antrat. Nach zwei Wiederwahlen konnte er bis zum 3. März 1869 drei Legislaturperioden im Kongress absolvieren. In dieser Zeit endete der Bürgerkrieg. Nach 1865 wurde er im Kongress Zeuge der heftigen Auseinandersetzungen zwischen seiner Partei und dem neuen Präsidenten Andrew Johnson, die in einem knapp gescheiterten Amtsenthebungsverfahren gipfelten. Während seiner Zeit im US-Repräsentantenhaus wurden dort der 13. und der 14. Verfassungszusatz verabschiedet. John Driggs war Mitglied des Komitees, das die Leiche des 1865 ermordeten Präsidenten Abraham Lincoln nach Springfield (Illinois) begleitete.
Nach seinem Ausscheiden aus dem Kongress zog John Driggs wieder nach East Saginaw. Dort starb er am 17. Dezember 1877 an den Folgen eines Sturzes bei winterlichen Witterungsverhältnissen.